# Roger Agnelli
Roger Agnelli (São Paulo, 3 de maio de 1959 - São Paulo, 19 de março de 2016) foi um investidor, banqueiro, executivo e empresário brasileiro, foi presidente da Vale entre 2001 e 2011, nesse período, as ações da mineradora se valorizam 1.583% e, em 2013 foi eleito pela Harvard Business Review como o quarto CEO com melhor desempenho do mundo, atrás da Apple Inc. do CEO, Steve Jobs, Jeff Bezos da Amazon  e Yun. Jong Yong da Samsung.
Seus confrontos com a liderança do Partido dos Trabalhadores, que começaram com a Grande Recessão e a demissão de 2.000 trabalhadores, levaram à sua demissão da Vale S.A. a pedido do governo em 2011.
Em 19 de março de 2016, ele morre junto com sua esposa, filho e filha (e três outras pessoas) quando o avião deles caiu em São Paulo.

## Biografia

### Início
Roger Agnelli era formado em Economia pela Fundação Armando Álvares Penteado (FAAP) e desenvolveu sua carreira profissional no Grupo Bradesco, onde trabalhou de 1981 a 2001. Em 1998, Roger assumiu a posição de diretor-executivo do Banco Bradesco, onde permaneceu até 2000, ano em que se tornou Presidente e CEO da Bradespar. Antes de ser escolhido como diretor-presidente da Vale, Roger Agnelli foi presidente do Conselho de Administração da empresa. Ele também foi membro do conselheiro de administração de importantes empresas do país e no exterior, entre elas Petrobras, Companhia Siderúrgica Nacional (CSN), Companhia Paulista de Força e Luz (CPFL), Latasa, Suzano Petroquímica, Brasmotor, Rio Grande Energia, VBC Energia S.A., Duke Energy, Spectra Energy, entre outras.

### Vale
Foi durante a gestão de Agnelli, em outubro de 2005, que a Vale obteve a classificação de risco correspondente ao grau de investimento. Foi a primeira vez que as agências de classificação concederam a uma empresa brasileira uma classificação superior ao risco soberano do país. Naquela época o Brasil ainda não tinha conseguido ser classificado como grau de investimento.
"Eu sou o Roger, da Vale". Era assim que o executivo se apresentava. Ele não escondia o orgulho por presidir uma das maiores empresas do país e que fez dele um executivo com projeção internacional. Ele foi considerado pela Revista Época um dos 100 brasileiros mais influentes do ano de 2009. E, em 2012, Roger Agnelli foi escolhido pela “Harvard Business Review” e o Insead como o quarto CEO com melhor desempenho no mundo e único brasileiro no ranking. Ele figurou ao lado de Steve Jobs, da Apple, o primeiro do ranking.
Durante os 10 anos em que Roger presidiu a Vale, a companhia se consolidou como a maior produtora global de minério de ferro e a segunda maior mineradora do mundo. Foi durante sua gestão que a Vale adotou uma estratégia de expansão global, comprou a mineradora canadense Inco (atual Vale Canada Limited), se tornando a segunda maior produtora de níquel do mundo, e também a Fosfertil (atual Mosaic Fertilizantes), que fez da mineradora um importante player no mercado de fertilizantes. Roger soube tirar proveito do super ciclo da mineração e do aumento da demanda chinesa por minério de ferro e adotou uma política de reajuste do preço que levou a Vale a um novo patamar no mercado global da mineração. Durante a gestão de Roger, as ações da empresa registraram uma valorização de 1.583%.

#### Saída controversa
Em março de 2011 foi iniciada uma campanha do governo brasileiro para demiti-lo da Vale. Dilma Roussef teria enviado Guido Mantega para convencer o Bradesco, principal sócio da Vale a aceitar sua substituição. Em outra frente, o ministro Edson Lobão pressionava publicamente a empresa a pagar cinco bilhões de reais de royalties pela exploração do solo do país. Em 14 de março Agnelli havia enviado a Dilma uma carta onde expressava sua preocupação de que a disputa dos royalties estava envolvida num contexto político e que haveria desvio de verbas na prefeitura de Parauapebas. A Vale já havia pago 700 milhões ao município que continuava com péssimos indicadores, o entorno da cidade cercado de favelas, bairros próximos ao centro têm esgoto a céu aberto e ruas sem asfalto. Com apoio do Banco Nacional de Desenvolvimento Econômico e Social e da Previ que juntos detinham 60,5% da Valepar, Agnelli foi substituído, deixando a presidência em maio de 2011.

### Pós Vale
Em dezembro de 2011, ele anunciou a criação da AGN Participações, uma companhia de investimento focada nos setores de commodities. No início do mês de fevereiro de 2015 seu nome apareceu como um dos possíveis substitutos de Graça Foster na presidência da Petrobras.

## Principais marcos na Vale
2003 -  A Vale se torna a maior empresa privada da América Latina.
2005 - A Vale se torna a primeira empresa brasileira a obter o investment grade. Foi a primeira vez que as agências de classificação concederam a uma empresa brasileira uma classificação superior ao risco soberano do país.
2006 - A Vale compra a canadense Inco, a maior aquisição já feita por uma empresa da América Latina.
2007 - A Vale passa de quarta para segunda maior mineradora do mundo.
2008 - A Vale é a única empresa da América Latina listada no Carbon Disclosure Leadership Index.
2009 - A Vale lança a pedra fundamental dos projetos de carvão Moatize, em Moçambique, e de pelotização em Omã. Roger Agnelli é considerado um dos 100 brasileiros mais influentes do ano de 2009.
2010 - A Vale lista suas ações na Bolsa de Valores de Hong Kong.
2011 - Em 10 anos de gestão de Roger Agnelli, ações da Vale se valorizam 1.583%.

## Morte
Agnelli morreu em uma queda de avião em São Paulo no dia 19 de março de 2016.
O avião modelo CA-9 prefixo PR-ZRA, era de propriedade de Agnelli. Além dele morreram o piloto Paulo Roberto Bau, sua esposa Andrea Agnelli, os filhos João Agnelli e Anna Carolina, o genro Parris Bittencourt e a namorada do filho de Agnelli. A aeronave decolou do Aeroporto Campo de Marte em São Paulo às 15h20min, com destino ao Aeroporto Santos Dumont no Rio de Janeiro, caindo três minutos após a decolagem. A família viajava para um casamento do sobrinho de Agnelli.
O velório aconteceu durante todo o dia de domingo, 20 de março de 2016 no cemitério Gethsêmani, na Zona Sul de São Paulo, onde por volta das 17:00 horas foram enterrados os corpos de Roger Agnelli, sua mulher Andrea, os filhos Anna Carolina e João e o genro, Parris Bittencourt. Já os corpos da namorada de João, Carolina Marques,e o piloto Paulo Roberto Bau foram enterrados no interior de São Paulo.